# Pegoscapus clusiifolidis
Pegoscapus clusiifolidis är en stekelart som beskrevs av Schiffler och Azevedo 2002. Pegoscapus clusiifolidis ingår i släktet Pegoscapus och familjen fikonsteklar. Inga underarter finns listade i Catalogue of Life.